# Heizplatte

Einsatz einer Heizplatte [1] als Teil einer einfachen Destillationsapparatur. Die Wärmeübertragung auf dem Kolbeninhalt [15] erfolgt über das Ölbad [14].

Die Heizplatte ist ein wichtiges Laborgerät vor allem in der Chemie und Biologie.
Man benutzt sie, um verschiedene Gefäße zu erwärmen, so z. B. Heizbäder, Erlenmeyerkolben oder Bechergläser. Es gibt einfache Heizplatten, ähnlich einer Herdplatte und welche mit zusätzlichem Magnetrührer. Nur letztere erlauben die Verwendung eines magnetischen Rührstäbchens (auch als Magnetfisch oder Rührfisch bezeichnet).
In der Mikroelektronik und Mikrosystemtechnik werden Heizplatten zum Ausbacken von Fotolack-Schichten auf Wafern verwendet.

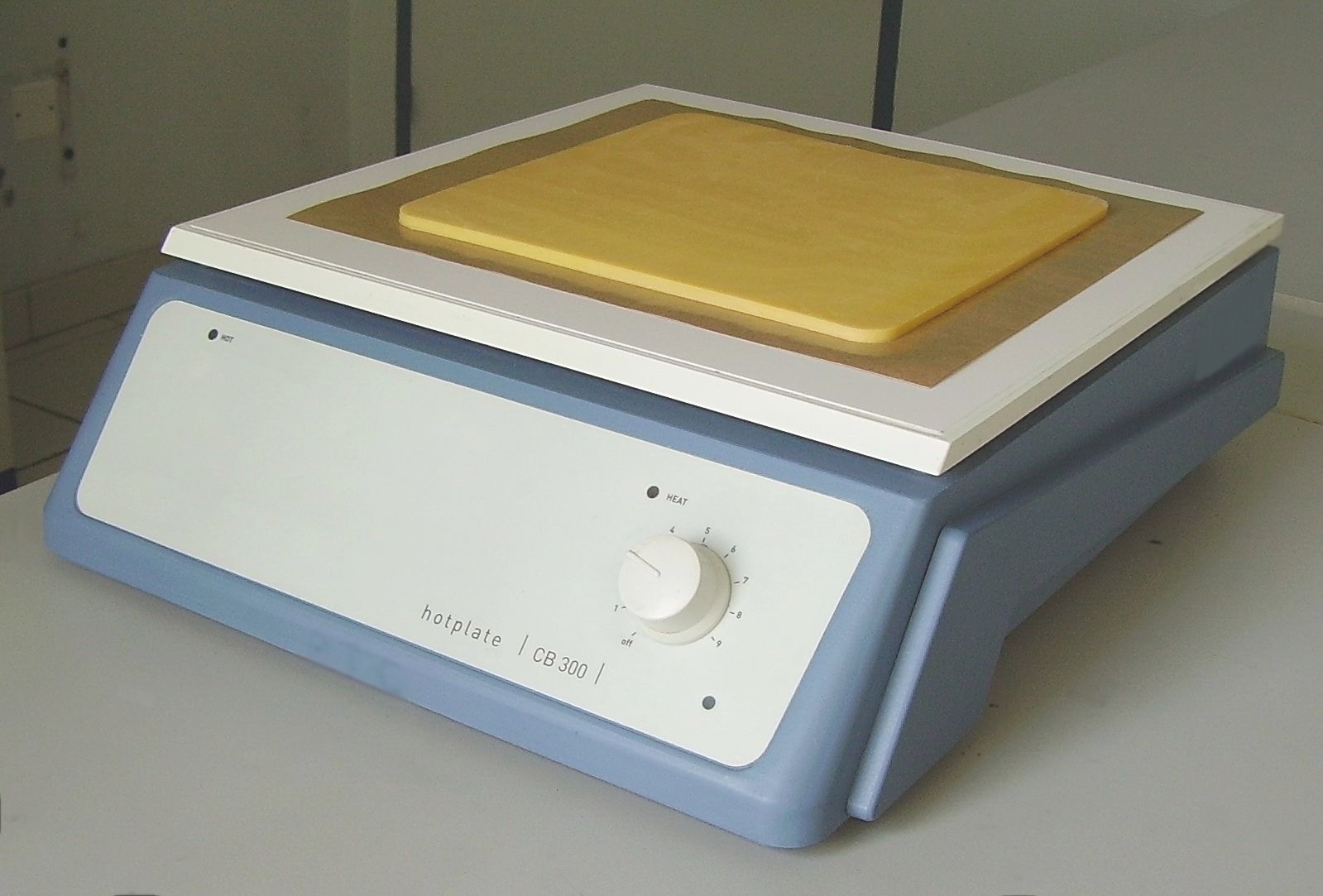
Einfache Heizplatte ohne Magnetrührer
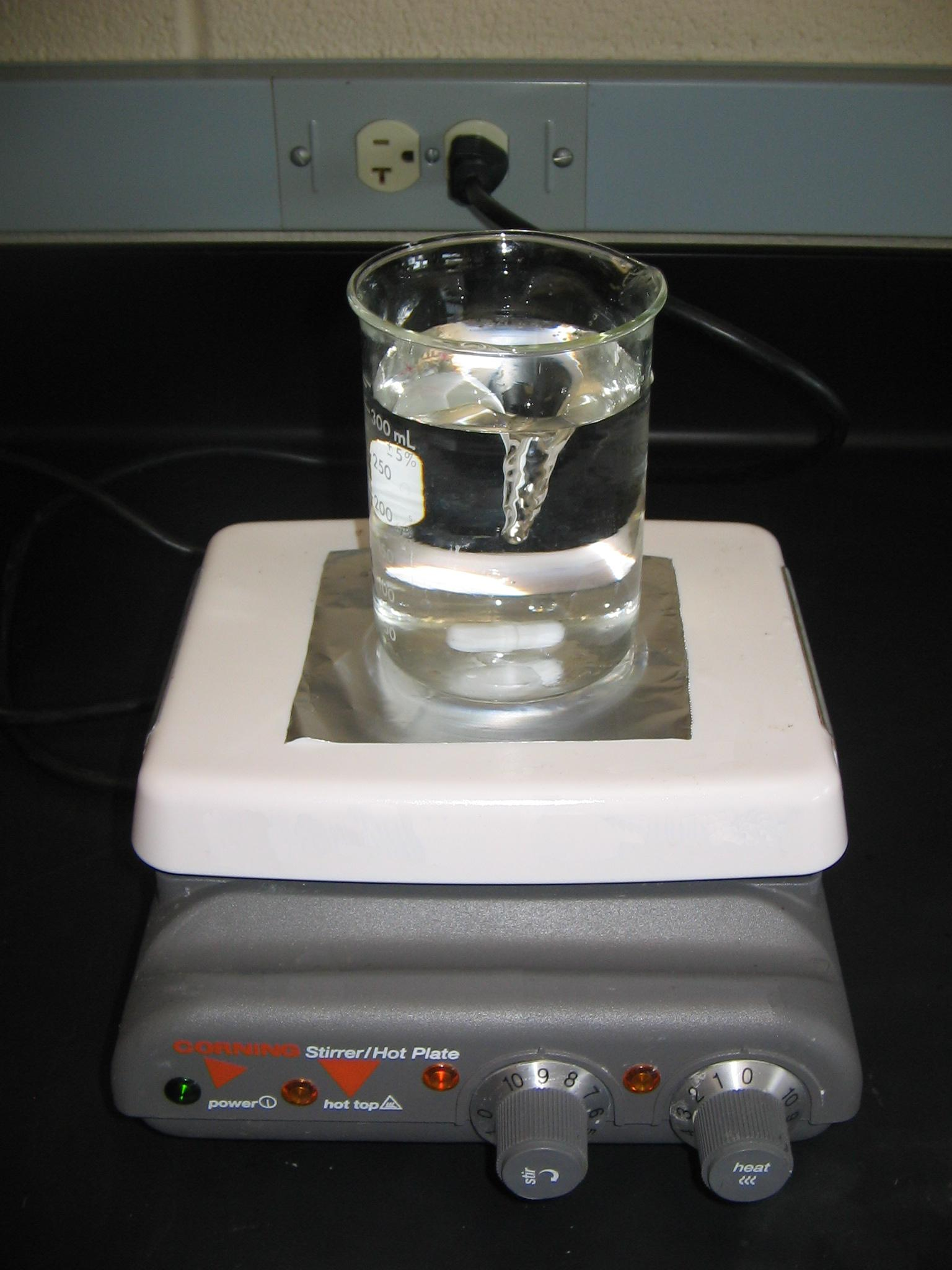
Heizplatte mit Magnetrührer im Einsatz